# ابن الشيخ الليبي
محمد الفأخرى أو ابن الشيخ الليبي (1963 - 10 مايو 2009 ) مواطن ليبي اعتقل في أفغانستان في نوفمبر تشرين الثاني عام 2001 بعد الغزو الأمريكي لأفغانستان.
تم استجوابه من قبل القوات الأمريكية والمصرية. وأدلى بمعلومات كاذبة تحت وطأة التعذيب إلى السلطات المصرية، وقد استشهدت به إدارة الرئيس جورج دبليو بوش في الأشهر التي سبقت غزو العراق في عام 2003 كدليل على وجود علاقة بين صدام حسين والقاعدة. وكثيرا ما تتكرر تلك المعلومات من قبل أعضاء إدارة بوش، على الرغم من التقارير الواردة من كل من وكالة الاستخبارات المركزية ووكالة استخبارات الدفاع شكك بقوة مصداقيتها.
في عام 2006، نقلت الولايات المتحدة الليبي إلى ليبيا، حيث سجن من قبل الحكومة. وقالت إنه مريض بالسل وفي 19 مايو 2009 أفادت الحكومة أنه انتحر في السجن. وأعربت هيومن رايتس ووتش، التي كان لها اثنين من الممثلين الذين زاروه مؤخرا وغيرها من المنظمات تشكيكها في الرواية الحكومية، ويرى البعض أن المسؤولين الليبيين قد قتلوا الليبي من خلال التعذيب.